# Chiesa della Madonna della Libera (Monte Sant'Angelo)
La chiesa della Madonna della Libera è una chiesa cattolica situata a Monte Sant'Angelo, nel Gargano (provincia di Foggia).

## Storia
Essa è situata al fianco dell'atrio superiore del Santuario di San Michele Arcangelo (patrimonio UNESCO).
La chiesa della Madonna della Libera è stata edificata nel 1879 da lavori di ampliamento del vecchio oratorio di Sant'Anna e ristrutturando l'area del cortile antistante occupata in parte da un antico cimitero.
Nel XX secolo, dopo la demolizione della chiesa di San Pietro (facente parte del complesso monumentale in cui appartengono anche la Chiesa di Santa Maria Maggiore e la Tomba di Rotari) sede per lungo tempo dell'unica parrocchia della città affidata al Capitolo di S.Michele, la chiesa della Libera ne assunse le funzioni che tenne fino al 1970.

## Descrizione
L'edificio di culto si presenta lindo e ben curato negli stucchi e nei capitelli corinzi, con una struttura lineare ad una navata, sormontata dalla volta ad arco, che termina in un ristretto e poco pronunciato abside. I pilastri della chiesa e le incorniciature sono decorati con colore oro.
Nella chiesa sono situate anche le statue di Sant'Anna e Santa Lucia.